# Cinque Punte
Le Cinque Punte (1.909 m s.l.m.) sono una cima montuosa delle Alpi Giulie, nella catena del Canin, posta sul confine tra l'Italia e la Slovenia, sovrastante a nord l'abitato Cave del Predil, frazione di Tarvisio, e la valle del Rio Lago, con il Lago del Predil.
È una montagna caratteristica per il suo aspetto tipico fatto di cinque picchi rocciosi ravvicinati tra loro che guardano a sud verso il Passo del Predil e la Slovenia (Val Coritenza), a ovest verso la Catena Jôf Fuârt-Montasio, a est verso la catena Mangart-Jalovec.